# Karl Albrektsson
Karl Albrektsson, född 27 september 1993, är en svensk MMA-utövare som sedan 2019 tävlar i Bellator.

## Bakgrund
Albrektsson är född och uppvuxen i Stockholm. Som tonåring hamnade han lätt i problem, men försökte via hockey och boxning hålla sig själv i skinnet. Hockey som också är en fysisk sport passade honom väl, redan som 15-åring var han 1,88 lång och vägde över 90 kilo.[källa behövs]
MMA började han enbart med för att hans bror som börjat träna inte skulle kunna ge honom stryk ostraffat. Han fick smeknamnet "King", under en gala då fansen spontant började ropa "Kung! Kung! Kung!" efter hans match.
I mars 2019 berättade han i en intervju att han ville vänta med UFC-debuten och varför han inte siktade på UFC Stockholm. Han vill gärna ha mer erfarenhet och "vara så mogen han kan" när han debuterar där. Debuten bör istället enligt honom komma någon gång kring 2021.

## Wushu
2014 deltog Albrektsson i Wushu-EM i Bukarest och vann Sveriges genom tiderna första EM-guld på herrsidan.

## MMA

### Tidig karriär
Albrektsson debuterade i den polska organisationen MMA Koszalin och vann sin första match via avslut i andra ronden. Det dröjde lite drygt ett år efter debuten innan nästa match blev av.

### International Ring Fight Arena
Albrektsson började gå matcher inom svenska organisationen IRFA 2013 och gick obesegrad, 3-0, genom sin  tid hos dem för ett totalt facit om 4-0 och blev därefter upplockad av japanska organisationen Rizin FF.

### Rizin Fighting Federation
Han debuterade 17 april 2016 i Rizin FF, gick en hård och jämn match mot ryssen, sambovärldsmästaren och sedermera Bellator-atleten Vadim Nemkov som Albrektsson slutligen besegrade via delat domslut.
25 september samma år var det dags för nästa match under Rizinflagg. Den gick mot Valentin Moldavsky som även han, liksom förra motståndaren, var ryss och senare kom att bli Bellator-fighter. Moldavsky var den förste att besegra Albrektsson i den senares professionella karriär. Det gjorde han via enhälligt domslut.
Dryga tio månader senare var det dags för Albrektsson att gå ny match 30 juli 2017 vid bantamviktsturneringen på Rizin World Grand Prix. Den här gången mot litauern Teodoras Aukstuolis som Albrektsson besegrade via submission.
På World Grand Prix andra match i turneringen 29 december 2017 mötte Albrektsson tjecken Jiri Prochazka som besegrade honom via TKO och slog ut honom ur turneringen.
Efter den matchen hade enligt Albrektsson själv han och Rizin lite problem att komma överens om matcher. Så ett inhopp i Superior Challenge kom mellan Albrektssons turneringsmatch och hans nästa match i Rizin, den mot Wanderlei Silvas elev Christiano Frohlich på Rizin 15 den 21 april 2019 som Albrektsson vann via enhälligt domslut.

### Superior Challenge
Första matchen under Superior Challengeflagg gick vid SC 17 mot ryssen Dmitry Tebekin som Albrektsson besegrade via TKO i andra ronden.
Nästa match gick vid SC 18 1 december mot UFC-veteranen Josh Stansbury som Albrektsson besegrade via KO i första ronden.
Albrektsson var tänkt att möta Conor McGregors klubbkamrat, irländaren Chris Fields 11 maj vid SC 19, men 3 maj 2019 rapporterades det att Albrektsson tvingades dra sig ur matchen på grund av skador.

### Bellator MMA
Den 30 juli 2019 stod det klart att Bellator kontrakterat Albrektsson. När och mot vem hans debut inom Bellator skulle stå var då ännu inte klart. Bellator var i kontakt med Albrektsson redan 2013 men han ville få lite mer erfarenhet innan han skrev på för en större organisation och väntade därför till 2019.
Albrektsson debuterade i organisationen på Bellator 231. Där mötte han före detta mästaren i lätt tungvikt Phil Davis i galans andra huvudmatch, co-main. Davis förlitade sig på sin brottningsbakgrund och tog ner Albrektsson i rond 1 och 2. I rond 3 slog Davis ner Albrektsson med kroppsslag och avslutade Albrektsson mot buren.

## Tävlingsfacit
| Resultat | Facit | Motståndare         | Metod                    | Evenemang                                                           | Datum            | Rond | Tid  | Plats                     | Notering |
| -------- | ----- | ------------------- | ------------------------ | ------------------------------------------------------------------- | ---------------- | ---- | ---- | ------------------------- | -------- |
| Vinst    | 1-0   | Blazej Nagorski     | TKO (slag)               | MMA Koszalin Poland vs. Sweden                                      | 17 augusti 2012  | 2    | 3:54 | Koszalin, Polen           |          |
| Vinst    | 2-0   | Arunas Vilius       | Submission (rear-naked)  | IRFA 5                                                              | 19 oktober 2013  | 1    | 2:34 | Solna, Sverige            |          |
| Vinst    | 3-0   | Nordine Hadjar      | KO (slag)                | IRFA 6                                                              | 5 april 2014     | 1    | 2:29 | Solna, Sverige            |          |
| Vinst    | 4-0   | Tomasz Janiszewski  | Submission (rear-naked)  | IRFA 7                                                              | 24 november 2014 | 2    | 4:37 | Solna, Sverige            |          |
| Vinst    | 5-0   | Vadim Nemkov        | Domslut (delat)          | Rizin FF 1                                                          | 17 april 2016    | 3    | 5:00 | Nagoya, Aichi, Japan      |          |
| Förlust  | 5-1   | Valentin Moldavsky  | Domslut (enhälligt)      | Rizin FF World Grand Prix 2016 Opening Round                        | 25 augusti 2016  | 2    | 5:00 | Saitama, Japan            |          |
| Vinst    | 6-1   | Teodoras Aukstuolis | Submission (armtriangel) | Rizin FF World Grand Prix 2017 - Bantamweight Tournament: 1st Round | 30 juli 2017     | 1    | 8:01 | Saitama, Japan            |          |
| Förlust  | 6-2   | Jiří Procházka      | TKO (slag)               | Rizin FF World Grand Prix 2017 - Bantamweight Tournament: 2nd Round | 29 december 2017 | 1    | 9:57 | Saitama, Japan            |          |
| Vinst    | 7-2   | Dmitry Tebekin      | TKO (slag)               | Superior Challenge 17                                               | 19 maj 2018      | 2    | 4:52 | Stockholm, Sverige        |          |
| Vinst    | 8-2   | Josh Stansbury      | KO (slag)                | Superior Challenge 18                                               | 14 april 2012    | 1    | 4:56 | Älvsjö, Sverige           |          |
| Vinst    | 9-2   | Christiano Frohlich | Domslut (enhälligt)      | Rizin FF 15                                                         | 21 april 2019    | 3    | 5:00 | Yokohama, Kanagawa, Japan |          |
| Förlust  | 9-3   | Phil Davis          | TKO (slag)               | Bellator 231                                                        | 25 oktober 2019  | 3    | 3:06 | Uncasville, CT, USA       |          |
| Vinst    | 10-3  | Amilcar Alves       | TKO (slag)               | Superior Challenge 21                                               | 28 november 2020 | 2    | 2:46 | Sverige                   |          |
| Vinst    | 11-3  | Viktor Nemkov       | Domslut (enhälligt)      | Bellator 257                                                        | 16 april 2021    | 3    | 5:00 | Uncasville, CT, USA       |          |
| Vinst    | 12-3  | Vladimir Mishchenk  | TKO (slag)               | Superior Challenge 22                                               | 29 maj 2021      | 1    | 1:46 | Stockholm, Sverige        |          |